# Canal des Pangalanes

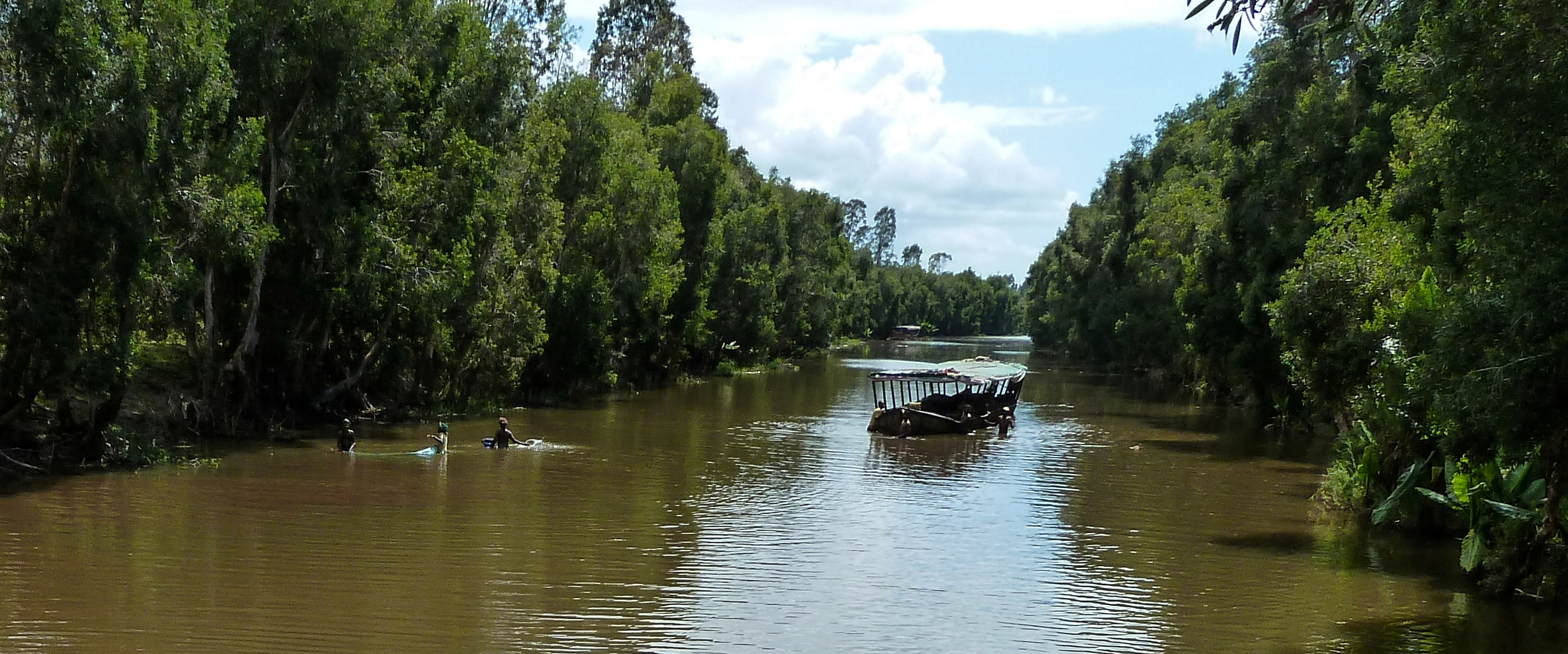
Canal des Pangalanes între Nosy Varika și Mahanoro

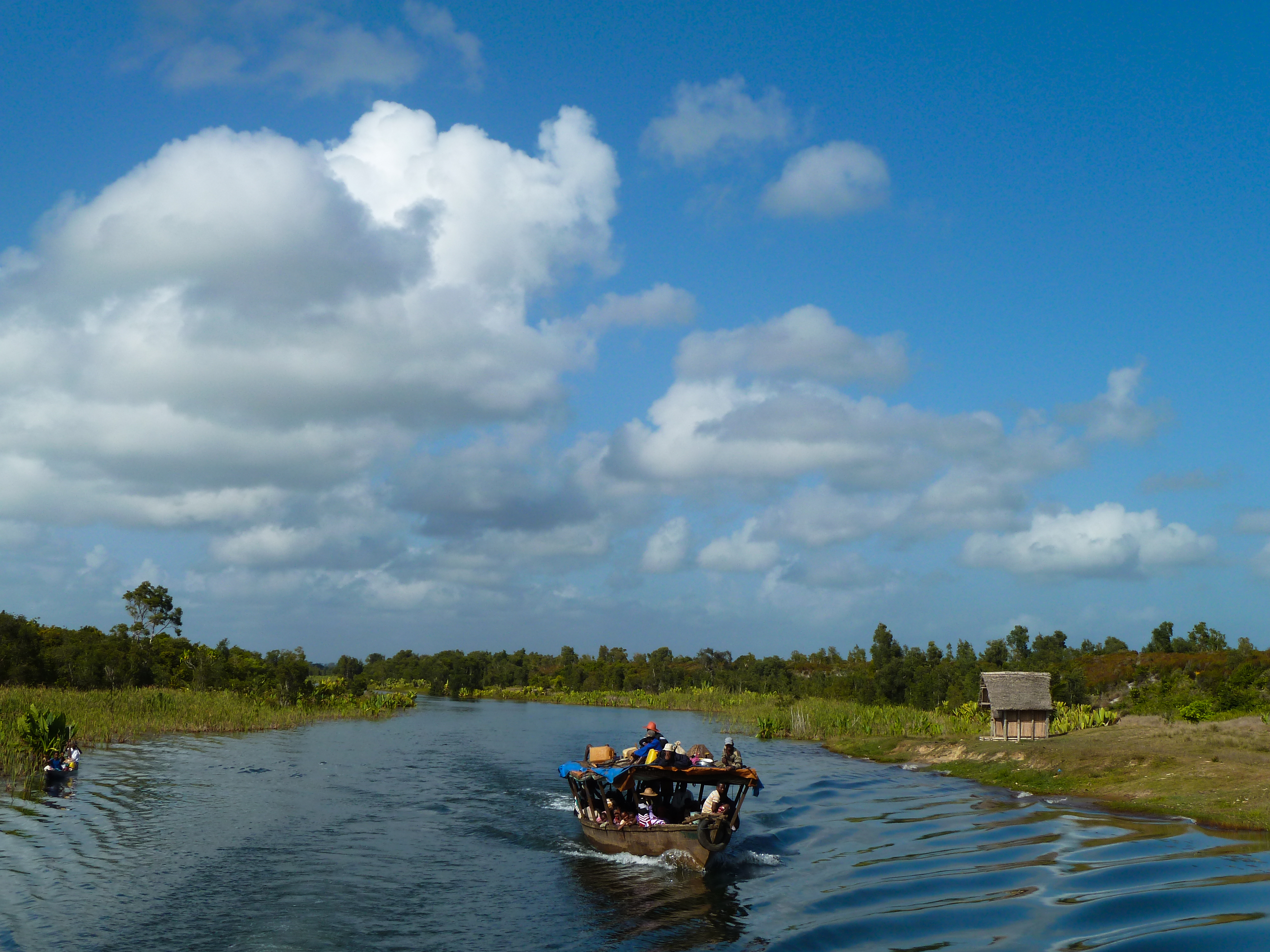
Canalul dintre Mananjary și Nosy Varika

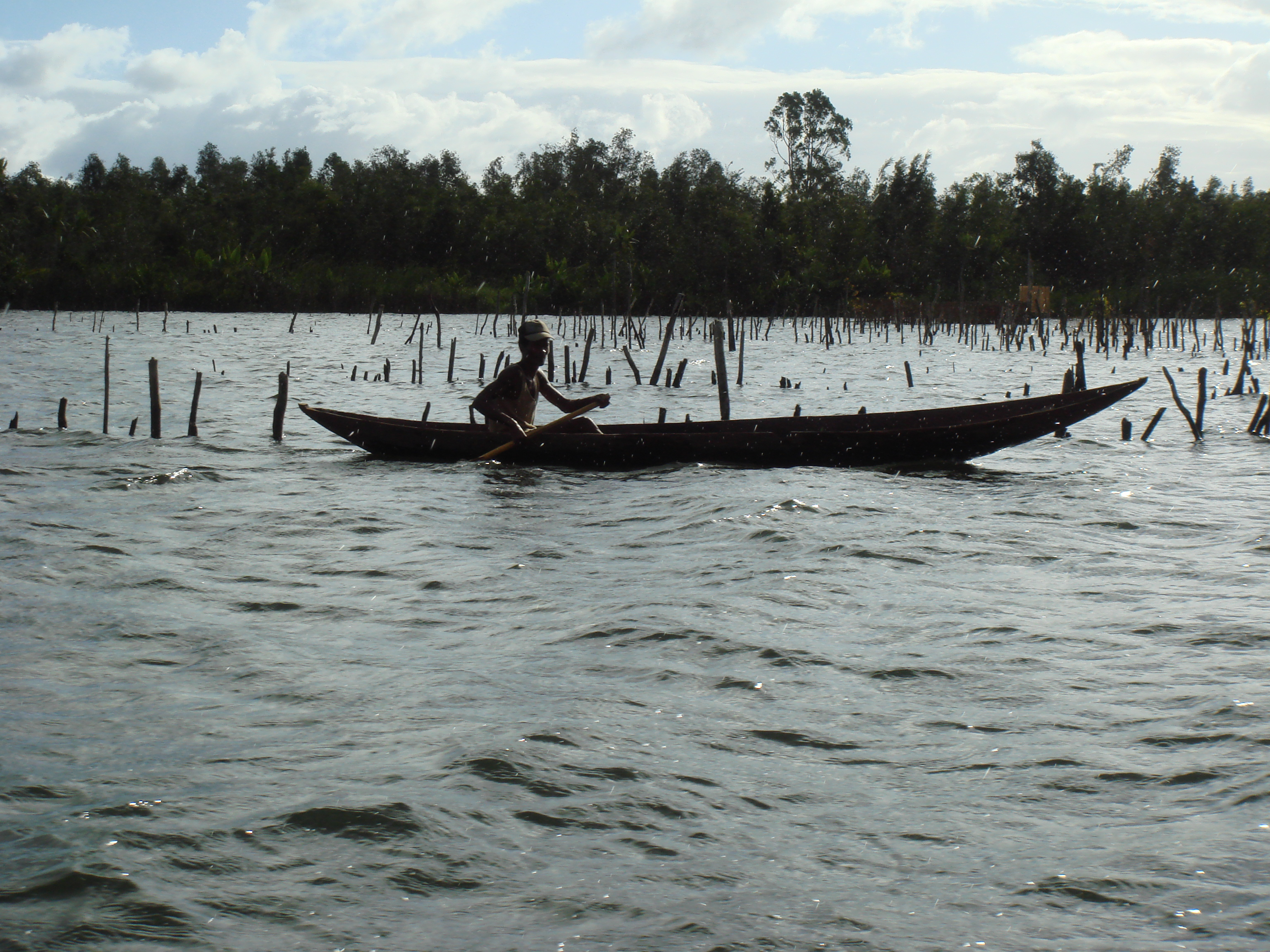
Un bărbat într-o canoe pe canal

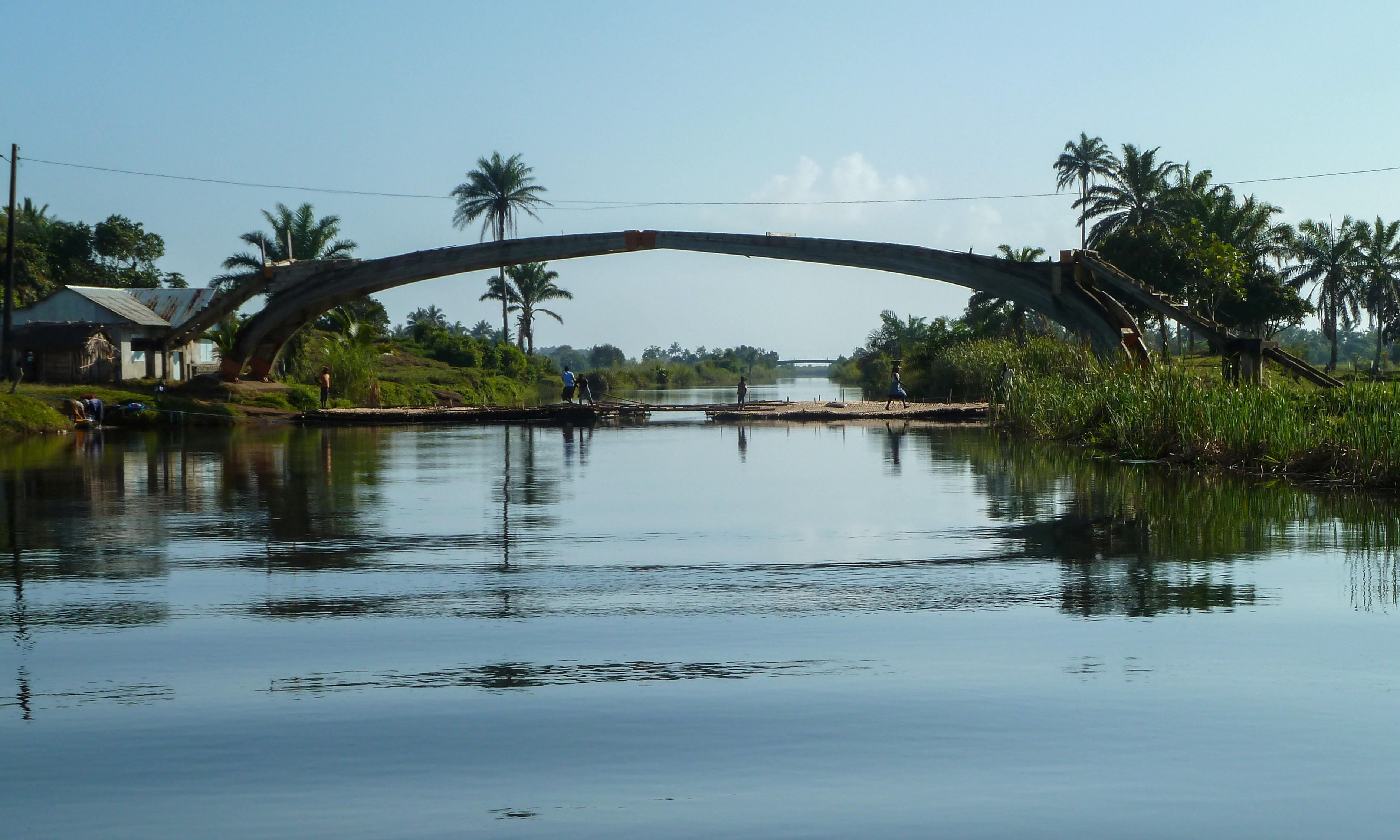
Un pod nefuncțional pe canal în Mananjary, care a fost avariat de un taifun. Sub el a fost construit un pod improvizat din bambus, care este îndepărtat pentru trecerea navelor la plata unei taxe.

Canal des Pangalanes este un canal care constă dintr-o serie de râuri naturale, căi navigabile și lacuri create de om care se întinde pe aproximativ 645 kilometri (400 mi) pe coasta de est a Madagascarului de la Mahavelona la Farafangana. Este folosit în principal pentru transport și pescuit și are plaje naturale nealterate care sunt vizitate de turiști. O zonă inițială a canalului în Toamasina (neoficial și în franceză denumită Tamatave) este dreaptă, în timp ce zonele ulterioare au curbe, lagune, lacuri conectate și mlaștini. Eforturile de construcție au început în timpul erei Regatului Merina, cu expansiune majoră în timpul imperiului colonial francez între 1896 și 1904 și extinderea suplimentară în perioada 1949-1957. Construcția a inclus tăierea manuală și îndepărtarea aflorimentelor pentru a conecta zonele neconectate anterior.

## Construcția
Extinderea și întreținerea inițială a Canalului des Pangalanes în timpul Regatului Merina (c. 1540-1897), a implicat tăierea aflorimentelor pentru a conecta zonele. Expansiuni semnificative ale canalului au fost întreprinse de Franța cu sprijinul Joseph Gallieni în timpul perioadei coloniale franceze între 1896 și 1904 pentru a spori schimburile comerciale, pentru a oferi un mijloc de aprovizionare a trupelor care se aflau în interior; și pentru a oferi o rută sigură pentru bărcile de marfă destinate Toamasinei în comparație cu călătoria de-a lungul coastei Oceanului Indian. Până în 1901, a existat un canal neîntrerupt între Toamasina și Andevoranto, care s-a extins la 95 kilometri (60 mi).
Construcția suplimentară din 1949 până în 1957, a costat peste 800 de milioane franci CFA pentru a fi finalizată. Parte a acestui proiect a inclus construcția de 570 de milioane de franci CFA a unui port fluvial la Toamasina și îmbunătățiri ale canalului pentru 30 kilometri (20 mi) de la Toamasina la sud de Ivondro, care a fost finalizat în 1953.
Lucrările ulterioare după cel de-al Doilea Război Mondial au permis șlepurilor de 30 de tone să călătorească între Tamatave și Vatomandry, o distanță de 160 kilometri (100 mi).
Un studiu din anii 1950 privind extinderea canalului pentru aproximativ 30 kilometri (20 mi) de la Ivondro la [Manakara]] a constatat că costul ar fi fost de cel puțin 1.400 de milioane de franci CFA. Această propunere a fost abandonată, din cauza preocupărilor legate de costurile ridicate de construcție, atunci când comerțul dintre cele două zone a fost scăzut în raport cu aceste costuri. Creșterea populației care nu a atins cifrele așteptate în zonă în această perioadă a fost un factor de respingere a acestei extinderi. Obiecții suplimentare la această extindere au venit din partea oamenilor de afaceri din Toamasina și Manakara, care și-au exprimat îngrijorarea cu privire la potențialul de a pierde comerțul în portul Toamasina. Marile companii de navigație s-au opus acestei extinderi, pentru a proteja taxele ridicate pe care le-au impus pentru încărcarea și descărcarea mărfurilor în porturile auxiliare de pe coasta de est.

## Utilizare
Canal des Pangalanes este folosit de localnici: Unii dintre ei folosesc canoe pentru a călători și a-și face casele de-a lungul malurilor sale. Feriboturile rulează în sus și în jos zonele navigabile, pe care transportă articole, cum ar fi lemn, cărbune, pește uscat și alte produse. Mulți localnici se bazează pe canal și, pentru unii dintre ei, este singurul lor mijloc de călătorie. Canalul oferă pește pentru localnici, iar maniocul este cultivat de-a lungul malurilor sale. De-a lungul canalului există fabrici de cafea. Unele zone au plaje albe, cu nisip.
În 1999 a fost înființat un muzeu plutitor care cuprinde o bibliotecă de la Universitatea din Toamasina și Universitatea din Fianarantsoa în colaborare cu Muzeul de Artă și Arheologie al Universității din Madagascar operat de Universitatea din Antananarivo.

## Renovări din anii 1980
După ce utilizarea canalului a scăzut, un proiect mare din anii 1980 l-a restaurat și renovat. Proiectul de reabilitare a inclus zone de dragare depășite cu aluviuni, operarea unui serviciu de marfă permis prin achiziționarea unei flote de barje remorcher și construirea de depozite. Până în 2011, s-a observat că barjele remorcher nu mai erau în uz, iar depozitele erau goale. Barjele remorcher sunt depozitate lângă digul din Toamasina, unde putrezesc.

## Poluare
O rafinărie de petrol de la sud de Toamasina contribuie la poluarea din acea zonă a canalului, după cum se observă pe  zambilele acoperite cu mâzgă de culoare gri.